# Дмитровское (Медновское сельское поселение)
Дми́тровское — деревня в Калининском районе Тверской области. Относится к Медновскому сельскому поселению.

## География
Расположена в 30 км к северо-западу от Твери, в 8 км от села Медное, на реке Роське. Через деревню проходит автодорога на Лихославль.

## История
В XVIII веке известна как погост Дмитровский, что под Медным. Строительство каменной Похвальской церкви на Дмитровском погосте было начато в 1780 г. на средства майора И.П. Рожнова. Ранее на месте существующей ныне церкви стоял одноименный деревянный храм, построенный в 1652 г. В 1787 г. строительство было завершено. Церковь стояла на берегу реки Роська, на северо-восточной окраине села. В том же году при капитане Н.И. Рожнове, сыне храмоздателя, в трапезной состоялось освящение придела Дмитрия Солунского. В 1794 г. был освящен главный престол. Спустя десятилетие, в 1805 г. в трапезной по прошению надворной советницы Н.Е. Игнатьевой устроили второй придел, освященный во имя Николая Чудотворца. В середине XIX в. был надстроен верхний ярус колокольни. 
В начале XX века село Дмитровское относилось к Медновской волости Новоторжского уезда Тверской губернии.
С 1929 года — центр сельсовета Лихославльского района Московской области, в 1936—1956 годах — в Медновском районе Калининской области.
В 1970-80-е годы в деревне центральная усадьба колхоза «Первомайский». В 1997 году в деревне Дмитровское 123 хозяйства, 323 жителя.

## Население
| 1859 | 1884 | 2002 | 2010 |
| ---- | ---- | ---- | ---- |
| 413  | ↘401 | ↘309 | ↗333 |

## Достопримечательности
В деревне расположена Церковь Похвалы Пресвятой Богородицы (1787).